# Saleh Ali al-Sammad

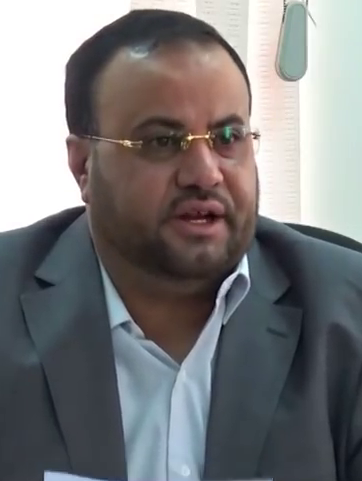
Saleh Al Sammad

Saleh Ali al-Sammad (arabisch صالح علي الصمَّاد, DMG Ṣāliḥ ʿAlī aṣ-Ṣammād; geb. 1. Januar 1979; gest. 19. April 2018) war ein jemenitischer Politiker der Huthi-Bewegung, der als Präsident des in weiten Teilen von diesen kontrollierten Obersten Politischen Rates fungierte und damit bis zu seiner Ermordung 2018 de facto Präsident des Jemen war.
Am 23. April 2018 veröffentlichten Offizielle der Huthi-Bewegung, dass al-Sammad durch einen Drohnenangriff im Zuge der Militärintervention im Jemen seit 2015 unter Führung der von Saudi-Arabien angeführten Allianz getötet worden sei. Sein Nachfolger wurde Mahdi al-Maschat.

## Leben
Saleh Ali al-Sammad wurde am 1. Januar 1979 in Bani Ma’az im Distrikt Sahar geboren.

## Karriere
Er wurde im September 2014 zum politischen Berater von Präsident Abed Rabbo Mansur Hadi ernannt.
Al-Sammad schlug versöhnliche Töne während und nach dem Staatsstreich 2014–15 an. Im November 2014, nachdem die Huthis sich aus der jemenitischen „Einheitsregierung“ zurückgezogen hatten, erklärte er seine Unterstützung für die meisten von Hadis Wahlen fürs Kabinett, inklusive Premierminister Khaled Bahah.
Im Februar 2015, nach der Übernahme der Regierung durch die Huthis wurde er als „der höchstrangige Huthi-Führer in Sanaa“ beschrieben („the senior Houthi leader in Sana’a“).
Er warb für normale Beziehungen mit den Vereinigten Staaten und anderen Ländern und schlug vor, dass die Gruppierung die Macht mit anderen politischen Parteien teilen sollte, sogar inklusive von Mitgliedern des aufgelösten Repräsentantenhaus des Jemen in einer neuen Zusammensetzung mit 551 Mitgliedern.
Am 6. August 2016 wurde al-Sammad Führer des Obersten Politischen Rates. Er wurde am 14. August vereidigt.
Am 15. August 2016 übergab das Oberste Revolutionskomitee  die Macht an den Obersten Politischen Rat.

## Tod
Am 19. April 2018 wurde Al-Samad durch einen Drohnenangriff getötet. Das Geschoss war eine LJ-7- oder AKD-10-Luft-Boden-Rakete, welche wahrscheinlich von einer Wing-Loong-II-Drone abgefeuert worden war.
Abdul-Malik al-Huthi, der oberste Führer der Huthi-Bewegung sagte, dass „Die Kräfte der Aggression, angeführt von Amerika und Saudi-Arabien, die Verantwortung tragen für dieses Verbrechen und alle daraus folgenden Konsequenzen.“